# Északi tengeri út

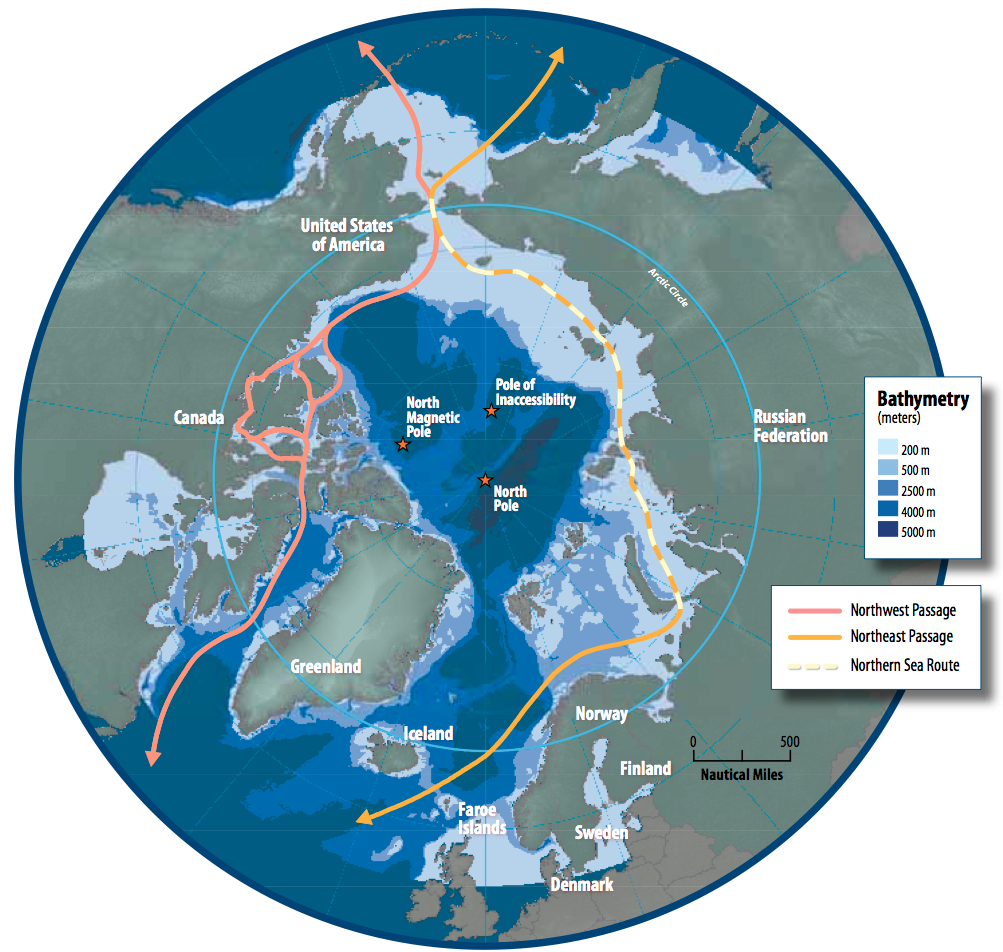
Az arktikus régió térképe az északi tengeri úttal, az északkeleti és az északnyugati átjárókkal

Az északi tengeri út (oroszul Се́верный морско́й путь, átírva Szevernyij morszkoj puty), rövidítve Szevmorputy (Севморпуть) tengeri út, az orosz jogi meghatározás szerint a Novaja Zemlja szigetektől kelet felé, az orosz arktikus partvonal mentén, a Kara-tengertől Szibéria mellett a Bering-szorosig. A teljes út arktikus vizeken halad, Oroszország kizárólagos gazdasági zónájában. Egyes részei az év csak két hónapjában jégmentesek. 
Része az északkeleti átjárónak, amely a Nordkapp (Északi-fok) és a Bering-szoros közt halad, és rövidebb út Nyugat-Európa és Kelet-Ázsia közt, mint bármely más tengeri útvonal. Míg az északnyugati átjáró áthalad valamennyi keleti arktikus tengeren, és összeköti az Atlanti- és a Csendes-óceánt, az északi tengeri út nem éri el az Atlanti-óceánt, mert nem tartozik hozzá a Barents-tenger.
Az Arktisz jegének olvadása valószínűleg növeli a forgalmat az északi tengeri úton, és az útvonal kereskedelmi életképességét, ugyanakkor a Szuezi-csatorna jelentőségének csökkenéséhez vezetve. A már most is veszélyeztetett arktiszi ökoszisztémákra növekvő nyomás nehezedhet.

## További irodalom
- Shipping in Arctic Waters: A Comparison of the Northeast, Northwest and Trans Polar Passages. Springer. DOI: 10.1007/978-3-642-16790-4 (2013. március 15.). ISBN 978-3642167898
- The Northern Sea Route. SpringerGabler (2015. március 15.). ISBN 978-3-658-04080-2

## Külső hivatkozások
- Rules of navigation in the water area of the Northern Sea Route Ministry of Transport of Russia, January 17, 2013
- International Northern Sea Route Programme
- Russian State Museum of the Arctic and Antarctic, The discovery and history of exploration of the Northern Sea Route
- Pictures - during NE passage
- Tanker Vladimir Tikhonov Completes Successful Northern Sea Route Transit in a Week
- Armstrong, Terence. The Northern Sea Route (Cambridge: Cambridge University Press, 1952)
- Belov, M. I. Istoriia otkrytiia i osveniia Severnogo Morskogo Puti, 4 vols. (Leningrad, 1956–1969)
- Horensma, Piers. The Soviet Arctic (London: Routledge, 1991)
- McCannon, John. Red Arctic (New York: Oxford University Press, 1998)
- Konyshev, Valery & Sergunin, Alexander: Is Russia a revisionist military power in the Arctic? Defense & Security Analysis, September 2014.
- Konyshev, Valery & Sergunin, Alexander. Russia in search of its Arctic strategy: between hard and soft power? Polar Journal, April 2014.
- Konyshev, Valery & Sergunin, Alexander: Russia's Policies on the Territorial Disputes in the Arctic Archiválva 2014. október 21-i dátummal a Wayback Machine-ben Journal of International Relations and Foreign Policy, March 2014, Vol. 2, No. 1, pp. 55–83.

## Fordítás
- Ez a szócikk részben vagy egészben  a   Northern Sea Route című angol Wikipédia-szócikk ezen változatának fordításán alapul.  Az eredeti cikk szerkesztőit annak laptörténete sorolja fel. Ez a jelzés csupán a megfogalmazás eredetét és a szerzői jogokat jelzi, nem szolgál a cikkben szereplő információk forrásmegjelöléseként.